# 横浜市立あかね台中学校
横浜市立あかね台中学校（よこはましりつあかねだいちゅうがっこう）は、神奈川県横浜市青葉区あかね台二丁目にある市立の中学校。2011年（平成23年）4月1日開校。

## 概要
2011年（平成23年）度以降に予測される市立田奈中学校の過大規模化、市立奈良中学校の大規模化を解消するため、2006年（平成18年）に青葉区あかね台に｢第二方面校｣の建設が決定したことにより建設された学校である。青葉区あかね台二丁目に敷地面積21,514.33m2の鉄筋コンクリート3階建（一部鉄骨）として建設され、18の普通教室、13の特別教室、3の個別（特別）支援教室、7の多目的スペース、体育館、道場、カウンセリング室、地域交流室等が設けられている。また、プールは2012年（平成24年）に完成した。

## 沿革
- 2008年（平成20年）3月〜10月 開校準備委員会により、新校の学校名や通学区域を検討。
- 2009年（平成21年）11月 工事説明会及び着工。校章・シンボルツリーを決定。
- 2010年（平成22年）
  - 3月 標準服等検討委員会により、標準服及びジャージについて検討。
  - 4月 開設準備担当者会により、教育内容等の具体的検討、開校準備作業が実施される。
  - 10月 PTA設立検討会によりPTA設立について検討
  - 12月 校舎竣工。
- 2011年（平成23年）
  - 1月 開校準備ホームページ公開開始。
  - 4月1日 開校。

## 行事
- 百人一首大会
- 文化祭
- 体育祭
- 遠足（1年生・神奈川県 南足柄市 PAA21）
- 自然教室（2年生・神奈川県 箱根 方面)
- 修学旅行（京都市・奈良市 方面）(令和7年現在）

## 校章
中心にあかね台の頭文字である｢A｣を配し、校名にもなっているあかねの花や森に憩う鴬、丘をイメージした曲線を用いたデザインとなっている。2010年（平成22年）6月に公募をして集まった35作品の中から、平成22年のあかね台・奈良二・三丁目の夏祭りの投票結果を踏まえ、標準服等検討委員会により決定された。

## 学区

### 通学区域
青葉区あかね台一・二丁目、田奈町、奈良一丁目～三丁目の全域、恩田町1番地～2499番地・2885番地～3357番地、奈良四丁目2番地以降全てが学区となる。これは旧田奈小学校の学区のうち青葉区の全域及び旧奈良の丘小学校学区の南部に相当する。

### 通学調整区域
田奈中学校学区のうち緑区長津田二丁目19番・20番・三丁目28番～32番4号・18号～34番、奈良中学校学区のうち奈良町312番地～357番地・435番地～437番地・733番地～754番地・760番地～792番地・809番地～837番地・1077番地～1094番地が通学調整区域となっている。

## 交通
- こどもの国線恩田駅より徒歩12分。
- 東急田園都市線・JR横浜線長津田駅より徒歩22分。同駅北口よりバス、「熊の谷公園前」下車。徒歩約5分。
- 東急田園都市線青葉台駅よりバス、「熊の谷公園前」下車。徒歩約5分。